# Machmud Sabyrchan
Machmud Aydarchanuly Sabyrchan (kasachisch Махмұд Айдарханұлы Сабырхан Mahmūd Aidarhanūly Sabyrhan; * 9. September 2001 in Schymkent) ist ein kasachischer Boxer. Er war unter anderem Weltmeister 2023 und Teilnehmer der Olympischen Spiele 2024 in Paris.

## Karriere
Sabyrchan wurde 2017 Kasachischer Juniorenmeister und gewann unter anderem mit einem Sieg gegen Ruslan Abdullayev auch die Junioren-Asienmeisterschaft in Puerto Princesa. 2018 gewann er zudem mit einem Finalsieg gegen Thitisan Panmod die Goldmedaille bei der Jugend-Asienmeisterschaft in Bangkok, sowie eine Bronzemedaille bei der Jugend-Weltmeisterschaft in Budapest. 2019 wurde er noch Kasachischer Jugendmeister und gewann unter anderem mit Siegen gegen Mirazizbek Mirzahalilov und Sukthet Surawut erneut die Jugend-Asienmeisterschaft in Ulaanbaatar.
Bei den Erwachsenen wurde er 2021 mit einem Finalsieg gegen Säken Bibossynow erstmals Kasachischer Meister im Fliegengewicht, nahm an der Asienmeisterschaft in Dubai teil und startete auch bei der Weltmeisterschaft 2021 in Belgrad, wo er mit Siegen gegen Kim In-kyu, Matthew McHale, Michael Trindade und Akash Kumar das Finale erreichte, wo er gegen Tomoya Tsuboi unterlag.
Bei der Asienmeisterschaft 2022 in Amman verlor er ebenfalls erst im Finale gegen Carlo Paalam und gewann 2023 unter anderem mit Siegen gegen Mirazizbek Mirzahalilov und Sukthet Surawut die U22-Asienmeisterschaft in Bangkok. Seinen bislang größten Erfolg erzielte er dann mit dem Gewinn der Weltmeisterschaft 2023 in Taschkent, nachdem er sich jeweils gegen Szaka István, Sachin Siwach, Mohammed Amadu, Yosvany Veitía und Oybek Jurajev durchgesetzt hatte.
Nachdem er bei den Asienspielen 2023 in Hangzhou im Achtelfinale unterlagen war und sich damit keinen kontinentalen Startplatz für die Olympischen Spiele sichern konnte, nahm er am 1. Qualifikationsturnier 2024 in Busto Arsizio teil, wo er sich mit Siegen gegen Fikremariam Yadesa, Sukthet Surawut, Caleb Tirado und Asror Wohidov die Teilnahme sichern konnte. Darüber hinaus gewann er 2024 mit einem Finalsieg gegen Schachzod Muzaffarov auch noch die Asienmeisterschaft in Chiang Mai.
Bei den Olympischen Spielen 2024 in Paris schied er im Achtelfinale gegen José Quiles aus.